# Caloplaca arnoldii
Caloplaca arnoldii är en lavart som först beskrevs av Wedd., och fick sitt nu gällande namn av Zahlbr. ex Ginzb. Caloplaca arnoldii ingår i släktet orangelavar och familjen Teloschistaceae.   Inga underarter finns listade i Catalogue of Life.